# فرنسوا دي ماليرب
فرنسوا دي ماليرب (بالفرنسية: François de Malherbe)‏ شاعر فرنسي، ولد بكاين عام 1555. وتوفى في 16 أكتوبر عام 1628، وهو نجل المحترم فرنسوا.

## روابط خارجية
- فرنسوا دي ماليرب على موقع الموسوعة البريطانية (الإنجليزية)
- فرنسوا دي ماليرب على موقع ميوزك برينز (الإنجليزية)
- فرنسوا دي ماليرب على موقع إن إن دي بي (الإنجليزية)